# Mullaghanish
Mullaghanish är ett berg i republiken Irland. Det ligger i den sydvästra delen av landet, 250 km sydväst om huvudstaden Dublin. Toppen på Mullaghanish är 650 meter över havet, eller 409 meter över den omgivande terrängen. Bredden vid basen är 18,6 km.
Terrängen runt Mullaghanish är huvudsakligen kuperad, men åt sydväst är den platt.Runt Mullaghanish är det glesbefolkat, med 17 invånare per kvadratkilometer. Närmaste större samhälle är Macroom, 15,8 km sydost om Mullaghanish. Trakten runt Mullaghanish består i huvudsak av gräsmarker.